# Almandin
Almandin, pogosto napačno imenovan almandit, je silikatni mineral iz skupine granatov. Ime je dobil po antičnem mestu Alabanda v Kariji v jugozahodni Mali Aziji (Plinij Starejši ga je imenoval carbunculus alabandicus). Kemično je železov aluminijev silikat temno rdeče barve, ki se nagiba k škrlatni. Kot drag kamen se pogosto brusi z izbočeno čelno ploskvijo ali en cabochon, zato je poznan tudi kot karbunkel. Gledan skozi spektroskop kaže v močni svetlobi na splošno tri značilne absorpcijske pasove. 
Almandin je končni člen serije mineralovih trdnih raztopin. Drugi končni člen je granat pirop. Kemična formula almandina je Fe2+3Al2[SiO4]3, v smeri proti piropu pa železo postopama zamenjuje magnezij. 
Almandin spada med granate, ki so pomembna skupina silikatov, ti pa so glavna sestavina zemeljske skorje, zgornjega plašča in prehodne cone. Kristalizira v kubičnem kristalnem sistemu v prostorski skupini Ia3d, z mrežnim parametrom a ≈ 11,512 Å pri 100 K.
Almandin je antiferomagneten z Néelovo temperaturo 7,5 K. Vsebuje dve ekvivalentni magnetni rešetki.

## Nahajališča
Almandin je precej pogost mineral v granatonosnih prodih v Šri Lanki, zato so ga nekdaj imenovali cejlonski rubin. Kamni z bolj vijoličnim odtenkom so se po starodavnem mestu Pegu v Siriji pogosto imenovali sirski granati.  Veliko nahajališče drobnih almandinov so pred nekaj leti odkrili v Severnem teritoriju v Avstraliji, kjer so jih najprej imeli za rubine in jih zato nekaj časa imenovali avstralski rubini.
Almandini so zelo razširjeni. Kot fini rombski dodekaedri, ki so značilna oblika granatov, se pojavljajo v skrilavcih v Zillertalu na Tirolskem, kjer jih včasih tudi brusijo in polirajo. Almandin, v katerem je železo delno zamenjano z magnezijem, so odkrili v Luisenfeldu v Nemški Vzhodni Afriki. Fini kristali almandina se pojavljejo tudi v sljudnih skrilavcih na Aljaski. Grobe vrste almandina se pogosto drobijo in uporabljajo kot abrazivi. 
V Sloveniji se almandine najde na Pohorju, vendar nimajo razvitih kristalnih oblik.